# Parrocchia di Saint John Capisterre
La parrocchia di Saint John Capisterre si trova nella parte settentrionale dell'isola di Saint Kitts, nella federazione di Saint Kitts e Nevis.

## Villaggi
- Dieppe Bay Town (capoluogo)
- Saddlers (villaggio più grande)
- Parson's
- Harriss'
- Belle View
- Tabernacle